# 堺市立東三国丘小学校
堺市立東三国丘小学校（さかいしりつ ひがしみくにがおか しょうがっこう）は、大阪府堺市北区にある公立小学校。
地域に金岡団地をはじめ府営住宅や公団住宅が建てられたことにより、堺市立三国丘小学校の児童数が急増した。これに伴い1957年に三国丘小学校の分校が設置され、翌1958年に独立校となった。
学校敷地は、かつて池だった場所を埋め立てて造成している。

近年、老朽化に伴い西校舎と北校舎（旧校舎）の解体工事が行われ、跡地には運動場が新たに整備される。なお、南校舎は既存の校舎として残される。

## 沿革
- 1957年 - 堺市立三国丘小学校分校として設置。
- 1958年 - 堺市立東三国丘小学校として開校。

## 通学区域
- 堺市北区 北長尾町1丁-3丁、黒土町、東雲東町1丁・2丁、長曽根町（一部）、中長尾町、東三国ヶ丘町、南長尾町。

卒業生は基本的に堺市立長尾中学校に進学する。

## 交通
- 阪和線 堺市駅 南へ約900m。
- 阪和線・南海高野線 三国ヶ丘駅 北東へ約900m。

## 著名な出身者
- 辻元清美（衆議院議員）※奈良県吉野郡大淀町立桜ヶ丘小学校へ転校